# Qualification au Championnat d'Europe masculin de basket-ball 2017
Navigation
Qualifications 2015 Qualifications 2021
Pour participer au Championnat d'Europe de basket-ball 2017 qui a lieu en Finlande, Roumanie, Israël et Turquie du 31 août au 17 septembre 2017, un tournoi de qualification est ouvert à 27 équipes non encore qualifiées et se tient du 31 août au 16 septembre 2016.

## Format
Chacune des 27 équipes disputent 6 matchs, le premier de chaque groupe et les quatre meilleurs deuxièmes se qualifient pour l'EuroBasket 2017.

## Compétition

### Tournoi de qualification

#### Groupe A
| Rang | Équipe   | Pts | J | G | P | Pp  | Pc  | Diff |  | Résultats (dom.\ext.) |       |       |       |       |
| ---- | -------- | --- | - | - | - | --- | --- | ---- |  | --------------------- | ----- | ----- | ----- | ----- |
| 1    | Belgique | 11  | 6 | 5 | 1 | 459 | 361 | 98   |  | Belgique              |       | 80-65 | 87-49 | 65-46 |
| 2    | Islande  | 10  | 6 | 4 | 2 | 466 | 429 | 37   |  | Islande               | 74-68 |       | 88-72 | 84-62 |
| 3    | Chypre   | 8   | 6 | 2 | 4 | 399 | 450 | -51  |  | Suisse                | 72-87 | 83-80 |       | 76-80 |
| 4    | Suisse   | 7   | 6 | 1 | 5 | 430 | 514 | -84  |  | Chypre                | 55-72 | 64-75 | 92-78 |       |

#### Groupe B
| Rang | Équipe    | Pts | J | G | P | Pp  | Pc  | Diff |  | Résultats (dom.\ext.) |         |       |       |        |
| ---- | --------- | --- | - | - | - | --- | --- | ---- |  | --------------------- | ------- | ----- | ----- | ------ |
| 1    | Allemagne | 10  | 6 | 4 | 2 | 495 | 423 | 72   |  | Allemagne             |         | 71-75 | 78-58 | 101-74 |
| 2    | Pays-Bas  | 10  | 6 | 4 | 2 | 461 | 449 | 12   |  | Pays-Bas              | 51-82   |       | 72-75 | 98-88  |
| 3    | Autriche  | 8   | 6 | 2 | 4 | 411 | 438 | -27  |  | Autriche              | 59-61   | 61-75 |       | 86-66  |
| 4    | Danemark  | 8   | 6 | 2 | 4 | 492 | 549 | -57  |  | Danemark              | 106-102 | 72-90 | 86-72 |        |

#### Groupe C
| Rang | Équipe             | Pts | J | G | P | Pp  | Pc  | Diff |  | Résultats (dom.\ext.) |       |       |       |
| ---- | ------------------ | --- | - | - | - | --- | --- | ---- |  | --------------------- | ----- | ----- | ----- |
| 1    | Russie             | 8   | 4 | 4 | 0 | 309 | 253 | 56   |  | Russie                |       | 83-54 | 63-59 |
| 2    | Bosnie-Herzégovine | 6   | 4 | 2 | 2 | 273 | 308 | -35  |  | Bosnie-Herzégovine    | 67-78 |       | 74-71 |
| 3    | Suède              | 4   | 4 | 0 | 4 | 279 | 300 | -21  |  | Suède                 | 73-85 | 76-78 |       |

#### Groupe D
| Rang | Équipe      | Pts | J | G | P | Pp  | Pc  | Diff |  | Résultats (dom.\ext.) |       |       |       |       |
| ---- | ----------- | --- | - | - | - | --- | --- | ---- |  | --------------------- | ----- | ----- | ----- | ----- |
| 1    | Pologne     | 11  | 6 | 5 | 1 | 490 | 413 | 77   |  | Pologne               |       | 78-64 | 57-76 | 83-57 |
| 2    | Estonie     | 9   | 6 | 3 | 3 | 429 | 444 | -15  |  | Estonie               | 63-94 |       | 81-62 | 82-63 |
| 3    | Biélorussie | 9   | 6 | 3 | 3 | 430 | 437 | -7   |  | Biélorussie           | 79-97 | 79-63 |       | 72-62 |
| 4    | Portugal    | 7   | 6 | 1 | 5 | 401 | 456 | -55  |  | Portugal              | 74-81 | 68-76 | 77-62 |       |

#### Groupe E
| Rang | Équipe   | Pts | J | G | P | Pp  | Pc  | Diff |  | Résultats (dom.\ext.) |       |       |       |        |
| ---- | -------- | --- | - | - | - | --- | --- | ---- |  | --------------------- | ----- | ----- | ----- | ------ |
| 1    | Slovénie | 12  | 6 | 6 | 0 | 536 | 436 | 100  |  | Slovénie              |       | 81-77 | 85-63 | 113-68 |
| 2    | Ukraine  | 10  | 6 | 4 | 2 | 467 | 424 | 43   |  | Ukraine               | 69-80 |       | 79-69 | 100-61 |
| 3    | Bulgarie | 8   | 6 | 2 | 4 | 449 | 465 | -16  |  | Bulgarie              | 78-83 | 67-72 |       | 105-84 |
| 4    | Kosovo   | 6   | 6 | 0 | 6 | 419 | 546 | -127 |  | Kosovo                | 81-91 | 63-70 | 62-67 |        |

#### Groupe F
| Rang | Équipe     | Pts | J | G | P | Pp  | Pc  | Diff |  | Résultats (dom.\ext.) |       |        |       |       |
| ---- | ---------- | --- | - | - | - | --- | --- | ---- |  | --------------------- | ----- | ------ | ----- | ----- |
| 1    | Géorgie    | 11  | 6 | 5 | 1 | 524 | 402 | 122  |  | Géorgie               |       | 74-76  | 96-68 | 86-47 |
| 2    | Monténégro | 11  | 6 | 5 | 1 | 563 | 420 | 143  |  | Monténégro            | 84-90 |        | 97-65 | 94-56 |
| 3    | Slovaquie  | 7   | 6 | 1 | 5 | 392 | 518 | -126 |  | Slovaquie             | 63-94 | 62-99  |       | 69-60 |
| 4    | Albanie    | 7   | 6 | 1 | 5 | 372 | 511 | -139 |  | Albanie               | 64-84 | 73-113 | 72-65 |       |

#### Groupe G
| Rang | Équipe          | Pts | J | G | P | Pp  | Pc  | Diff |  | Résultats (dom.\ext.) |       |       |       |       |
| ---- | --------------- | --- | - | - | - | --- | --- | ---- |  | --------------------- | ----- | ----- | ----- | ----- |
| 1    | Hongrie         | 12  | 6 | 6 | 0 | 480 | 413 | 67   |  | Macédoine             |       | 66-76 | 62-89 | 92-83 |
| 2    | Grande-Bretagne | 9   | 6 | 3 | 3 | 512 | 479 | 33   |  | Hongrie               | 63-61 |       | 96-77 | 89-64 |
| 3    | Macédoine       | 8   | 6 | 2 | 4 | 439 | 473 | -34  |  | Grande-Bretagne       | 96-79 | 80-88 |       | 95-72 |
| 4    | Luxembourg      | 7   | 6 | 1 | 5 | 432 | 498 | -66  |  | Luxembourg            | 74-82 | 65-68 | 82-75 |       |

### Classement des deuxièmes
Les quatre meilleurs deuxièmes sont directement qualifiés pour le championnat d'Europe. Les matchs contre les équipes classées quatrièmes de leur groupe, dans les groupes de quatre équipes, ne sont pas pris en compte pour déterminer le classement.
| Rang | Équipe             | Pts | J | G | P | Pp  | Pc  | Diff |
| ---- | ------------------ | --- | - | - | - | --- | --- | ---- |
| 1    | Monténégro         | 7   | 4 | 3 | 1 | 356 | 291 | 65   |
| 2    | Islande            | 7   | 4 | 3 | 1 | 298 | 274 | 24   |
| 3    | Grande-Bretagne    | 6   | 4 | 2 | 2 | 342 | 325 | 17   |
| 4    | Ukraine            | 6   | 4 | 2 | 2 | 297 | 300 | -3   |
| 5    | Pays-Bas           | 6   | 4 | 2 | 2 | 273 | 289 | -16  |
| 6    | Bosnie-Herzégovine | 6   | 4 | 2 | 2 | 273 | 308 | -35  |
| 7    | Estonie            | 5   | 4 | 1 | 3 | 271 | 313 | -42  |